# 小嶺台
小嶺台（こみねだい）は福岡県北九州市八幡西区の地名。小嶺台一丁目から四丁目の町がある。住居表示実施済み。郵便番号は807-0082。

## 地理
八幡西区の南部に位置し、北に小嶺、東に大字小嶺、南に東石坂町、南西に石坂、西に千代，船越と接する。

## 地域の特徴
町域の西縁に沿って国道211号が南北に走り、北端近くには北九州高速4号線の小嶺出入口（小嶺インター）がある。台地に形成された住宅地であり、地下を山陽新幹線が通る。
一丁目に八幡西病院，こみね幼稚園、三丁目に市営小嶺団地，小嶺団地集会所、四丁目に小嶺台南2号年長者いこいの家がある。

## 歴史
かつて大字小嶺の字芋地谷，道ノ木，ハサコと呼ばれた地域であり、昭和40年代に宅地造成された。当初は小嶺団地と称していた。

### 沿革
- 1982年（昭和57年）6月1日 - 小嶺台一丁目 - 四丁目新設[5][6]。

### 町名の変遷
| 実施内容          | 実施年月日               | 実施後       | 実施前                     |
| ----------------- | ------------------------ | ------------ | -------------------------- |
| 町名新設 住居表示 | 1982年（昭和57年）6月1日 | 小嶺台一丁目 | 大字小嶺の一部             |
| 町名新設 住居表示 | 1982年（昭和57年）6月1日 | 小嶺台二丁目 | 大字小嶺，大字香月の各一部 |
| 町名新設 住居表示 | 1982年（昭和57年）6月1日 | 小嶺台三丁目 | 大字小嶺，大字香月の各一部 |
| 町名新設 住居表示 | 1982年（昭和57年）6月1日 | 小嶺台四丁目 | 大字小嶺，大字香月の各一部 |

## 世帯数と人口
2025年（令和7年）3月31日現在（北九州市発表）の世帯数と人口は以下の通りである。
| 町           | 世帯数  | 人口    |
| ------------ | ------- | ------- |
| 小嶺台一丁目 | 206世帯 | 358人   |
| 小嶺台二丁目 | 180世帯 | 364人   |
| 小嶺台三丁目 | 310世帯 | 525人   |
| 小嶺台四丁目 | 298世帯 | 598人   |
| 計           | 994世帯 | 1,845人 |

### 人口の変遷
国勢調査による人口の推移。
| 1995年（平成7年）  | 2,988人 | [ 7 ]  |  |
| 2000年（平成12年） | 2,552人 | [ 8 ]  |  |
| 2005年（平成17年） | 2,437人 | [ 9 ]  |  |
| 2010年（平成22年） | 2,183人 | [ 10 ] |  |
| 2015年（平成27年） | 2,074人 | [ 11 ] |  |
| 2020年（令和2年）  | 1,969人 | [ 12 ] |  |

### 世帯数の変遷
国勢調査による世帯数の推移。
| 1995年（平成7年）  | 1,048世帯 | [ 7 ]  |  |
| 2000年（平成12年） | 968世帯   | [ 8 ]  |  |
| 2005年（平成17年） | 937世帯   | [ 9 ]  |  |
| 2010年（平成22年） | 878世帯   | [ 10 ] |  |
| 2015年（平成27年） | 866世帯   | [ 11 ] |  |
| 2020年（令和2年）  | 851世帯   | [ 12 ] |  |

## 学区
市立小・中学校に通う場合、学区は以下の通りとなる。
| 町           | 街区 | 小学校               | 中学校               |
| ------------ | ---- | -------------------- | -------------------- |
| 小嶺台一丁目 | 全域 | 北九州市立八児小学校 | 北九州市立八児中学校 |
| 小嶺台二丁目 | 全域 | 北九州市立八児小学校 | 北九州市立八児中学校 |
| 小嶺台三丁目 | 全域 | 北九州市立八児小学校 | 北九州市立八児中学校 |
| 小嶺台四丁目 | 全域 | 北九州市立八児小学校 | 北九州市立八児中学校 |

## 交通

### バス
域内のバス停と系統は以下の通りである。
| 運行事業者 | 運行事業者     | 西鉄バス北九州 | 西鉄バス北九州 | 西鉄バス北九州 | 西鉄バス北九州 | 西鉄バス北九州 | 西鉄バス筑豊 |
| 系統       | 系統           | 40             | 53             | 77             | 143            | 快速           | 急行         |
| 停留所     | 小嶺インター口 | ○              | ○              | ○              | ○              | ○              | ○            |
| 停留所     | 小嶺台         |                | ○              |                |                | ○              | ○            |

### 道路
- 北九州高速4号線 小嶺出入口
- 国道211号

## 施設

### 公共施設
- 小嶺団地集会所

### 医療施設
- 八幡西病院

### 教育施設
- こみね幼稚園

### 社会福祉施設
- 小嶺台南2号年長者いこいの家

### 公営住宅
- 市営小嶺団地

### 公園
- 小嶺台北公園
- 小嶺台西公園
- 小嶺台南1号公園
- 小嶺台南2号公園